# Jeanne Bérangère (1864-1928)
Ne doit pas être confondu avec Jeanne Bérangère (1887-1946).

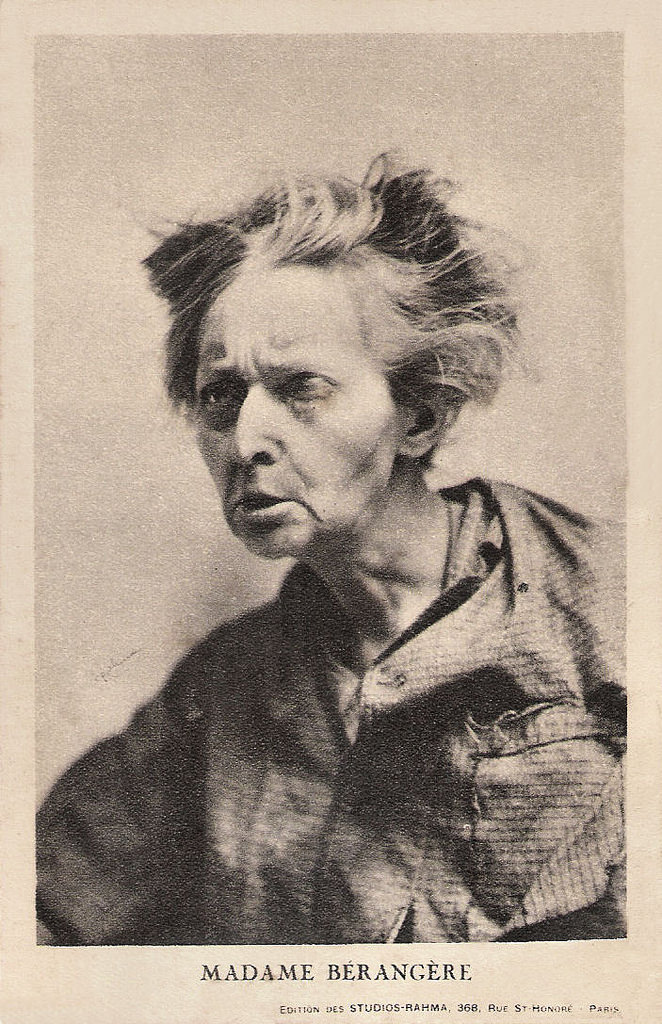
Jeanne bérangère grimée en vieille femme, (la Chouette), pour le film Les Mystères de Paris de Charles Burguet en 1922.

Jeanne Bérangère, née Françoise Marie Charlotte Béraud le 9 juin 1864 à Ainay-le-Château en Auvergne et morte le 19 novembre 1928 en son domicile dans le 17e arrondissement de Paris, est une actrice française dont la carrière s'étend sur près de quarante ans au théâtre, mais aussi à l'écran à l'époque du cinéma muet.

## Biographie
Jeanne Bérangère, née Françoise Béraud, est la fille de Pierre Eustache Béraud et de d'Appoline Palmyre Dumont, de riches propriétaires terriens.
En 1875, Françoise Béraud monte à Paris et commence une carrière théâtrale sous le nom de « Mademoiselle Bérangère ».
Sa fille Marie Apolline naît en 1893.
En 1896, elle est engagée aux Bouffes Parisiens sous le pseudonyme de Jeanne Bérangère.
Sa célébrité parisienne lui vaut d’être sollicité pour poser pour des cartes postales lui permettant ainsi de diffuser son image à travers la France.
En 1909, elle est choisie par Michel Carré, pour jouer son premier rôle à l’écran dans La Peur auprès de Henri Desfontaines. Prise sous contrat par la société de production Pathé Frères, Jeanne Bérangère enchaîne les films jusqu’au début de la Première Guerre mondiale. Elle apparaît dans l'une des toutes premières versions de Cléopâtre (1910), réalisée par Henri Andréani et Ferdinand Zecca, avec Madeleine Roch dans le rôle-titre.
Elle aura tournée dans une cinquantaine de films dont de nombreuses séries. Elle meurt subitement le 19 novembre 1928 à Paris juste après les tournages de ses deux derniers films, Le Perroquet vert de Jean Milva et La Dame de bronze et le Monsieur de cristal de Marcel Manchez, sortis en 1929.
Elle est enterrée le 21 novembre 1928 au cimetière du Père-Lachaise (67e division) dans le caveau familial du peintre Hyacinthe-Eugène Meunier, père de Paul Meunier, que sa fille avait épousé en 1923,.

## Filmographie partielle
- 1909 : La Peur de Michel Carré
- 1910 : Cléopâtre de Henri Andréani et Ferdinand Zecca
- 1910 : La Vengeance de la morte (ou Le Portrait) d'Albert Capellani -
- 1911 : Henri IV et le Bûcheron de Georges Denola
- 1911 : Péché de jeunesse (ou Le Roman d'un jour) d'Albert Capellani
- 1911 : La Lettre inachevée (Fatale rencontre) de Georges Denola
- 1911 : Le Grand-père (L'Art d'être grand-père) de Georges Monca
- 1911 : Par respect de l'enfant (ou Le Sacrifice) d'Albert Capellani
- 1911 : L'Inespérée Conquête  de Georges Monca
- 1911 : La Rivale de Richelieu de Gérard Bourgeois
- 1911 : Les Aventures de John Ping de Georges Monca
- 1911 : Un mauvais garnement de Maurice Le Forestier
- 1920 : L'Homme du large d'après Un drame au bord de la mer d'Honoré de Balzac
- 1921 : L'Essor de Charles Burguet
- 1921 : El Dorado de Marcel L'Herbier
- 1921 : Fromont jeune et Risler aîné de Henry Krauss
- 1921 : Le Cœur magnifique de Séverin-Mars et Jean Legrand
- 1921 : Justice d'abord de Yakov Protazanov
- 1922 : Le Sens de la mort de Yakov Protazanov
- 1922 : La Mort du soleil de Germaine Dulac
- 1922 : Triplepatte de Raymond Bernard
- 1922 : Les Mystères de Paris de Charles Burguet
- 1923 : Un bon petit Diable
- 1923 : Calvaire d'amour de Victor Tourjanski
- 1924 : Le Cousin Pons
- 1924 : Paul et Virginie de Robert Péguy
- 1925 : Âme d'artiste de Germaine Dulac
- 1927 : Belphégor de Henri Desfontaines
- 1929 : Le Perroquet vert  de Jean Milva
- 1929 : La Dame de bronze et le Monsieur de cristal de Marcel Manchez

## Homonymie
Une autre actrice porta également le pseudonyme "Jeanne Bérangère" : Jeanne Châtelain, née en 1887 à Lons-le-Saunier dans le département du Jura et morte à Paris en juillet 1946. En 1914, elle avait épousé  André Mouëzy-Éon. Elle fut également actrice de théâtre et de cinéma, lauréate du Conservatoire, accessit de comédie et 2e prix de tragédie, et tourna notamment dans Sans famille de Marc Allégret en 1934 et dans Bibi-la-Purée de Léo Joannon en 1935.